# Недељко Билкић
Недељко Билкић (Бугојно, 3. марта 1941) српски је певач народне музике. У каријери, дугој више од 50 година, објавио је 30 албума и 80 сингл плоча. Написао је преко 300 песама за себе и друге извођаче. Познат је као интерпретатор севдалинки. Најпознатије песме у његовом извођењу су Крчма у планини и Мост до завичаја, као и Кад уморан будем пао коју је написао за Новицу Неговановића. Први је, уз Бору Дрљачу, који је снимио плочу са крајишким песмама.

## Биографија
Рођен је у Бугојну. У рату је остао без оца, кога су убиле усташе, па га је одгајила мајка, која је била музикална. Будући да су и њена браћа била музичари, Недељко је растао уз песму. Као војни стипендиста, завршио је Средњу техничку школу у Крагујевцу, а потом је завршио Машински факултет у Београду. Одмах по доласку у Београд, положио је аудицију у Радио Београду. Био је гост на концерту Сафета Исовића, који му је препоручио да школује глас, па је Недељко пошао на часове солфеђа и певања код оперске певачице Аните Мезетове.
Прву сингл-плочу, названу Теби, мајко, мисли лете по истоименој песми, објавио је 1963. године за ПГП РТБ, а исте године и другу, и то са ансамблом Миодрага Тодоровића Крњевца и до краја 1970-их година снимио 50 сингл-плоча. Први ЛП објавио је 1972. године, а укупно је снимио 30 албума. Велики број својих песама је сам компоновао.
Током своје вишедеценијске каријере, учествовао је и освајао награде на свим еминентним фестивалима народне музике - Илиџа, Београдски сабор, Песма лета, Хит лета, Хит парада, Вогошћа, Моравски бисери. Прво учешће на фестивалима било је 1965. године на фестивалу Илиџа са песмом "Не питај ме, стара мајко", када је освојио прву награду. На Илиџи је више пута освајао прве награде, и публике и стручног жирија, и то: 1965, 1967, 1968, 1969, 1970, 1972. и 1974. године. Такође, два пута је однео победу на фестивалу Београдски сабор - 1968. и 1969. године. Први је добитник Златног микрофона, 1968. године, а добитник је и два бронзана микрофона - 1970. и 1971. године. Два пута је проглашен певачем године - 1968. и 1974. године. На такмичарском фестивалу у Западној Немачкој који је одржан у 27 градова под називом "Златни гласови 1974", победио је у свим градовима, односно постигао је победу у укупном пласману, те је проглашен за победника фестивала. Прву златну плочу донела му је песма Не питај ме, стара мајко.
Највећи хитови у његовој каријери јесу песме: Крчма у планини, Мост до мога завичаја, Милион пољубаца, Ја цигански волим, Аманет ми бабо оставио, Ја млад пијем ноћи, Идем кући мајко, Без љубави све је пусто, Ти си све што имам, Теби, мајко, мисли лете, Мајка никад не умире, Одмори се, мајко, Кућа је без тебе празна, Љиљана, Не жали је, друже мој, Не питај ме, стара мајко, као и дуети са супругом Душицом — Није злато све што сија и Седам година среће. Његова песма Крчма у планини је, са 1256 освојених гласова, уврштена у шездесет најлепших народних песама.
Савез естрадно-музичких уметника Србије доделио му је 2019. године највише признање установљено у Савезу — признање „Национални естрадно-музички уметник Србије”.
Ожењен је певачицом Душицом Билкић, са којом има два сина. Живео је у Канади од 1982. до 1997. године. Данас живи у Београду а његова деца и унучад живе у Канади.

## Награде и признања
- 1968. Златни микрофон
- 2019. Национални естрадно-музички уметник Србије, највише признање у Савезу естрадно-музичких уметника Србије

## Познате песме
- Крчма у планини
- Мост до мога завичаја
- Кад уморан будем пао
- Без љубави све је пусто
- Одмори се, мајко
- Ја млад пијем ноћи
- Теби, мајко, мисли лете
- Аманет ми бабо оставио
- Сам од себе бежим
- Кућа је без тебе празна
- Љиљана
- Ти си све што имам
- Није злато све што сија
- Не питај ме, стара мајко

## Дискографија

### Сингл-плоче (ЕП)
- 1963. Теби, мајко, мисли лете (ПГП РТБ)
- 1963. Изашла си, драга, из сећања (ПГП РТБ)
- 1964. Иде Јово потоком (ПГП РТБ)
- 1965. Љиљана (сингл плоча) (ПГП РТБ)
- 1965. Пјесма Бугојну (ПГП РТБ)
- 1965. Не питај ме, стара мајко (ПГП РТБ)
- 1966. Предраг Гојковић и Недељко Билкић - Београдски сабор (ПГП РТБ)
- 1967. Недељко Билкић и Заим Имамовић - Илиџа 1967 (ПГП РТБ)
- 1967. Свиће, свиће (ПГП РТБ)
- 1967. Ситно писмо (ПГП РТБ/Радио тв ревија/Мерима)
- 1968. Пет стотина дана (ПГП РТБ)
- 1968. Ој, Врбасу, ти ми чуваш тајну (ПГП РТБ/Радио тв ревија)
- 1968. Кажи, душо моја (ПГП РТБ)
- 1969. Весели се, срце моје (ПГП РТБ)
- 1969. У сенци маслина (ПГП РТБ)
- 1969. Илиџанко, Босанко (ПГП РТБ)
- 1969. Што ме, мајко, једног роди (ПГП РТБ)
- 1970. Стани, судбино, стани (ПГП РТБ)
- 1970. Нежења сам (ПГП РТБ)
- 1970. Недељко Билкић / Драгослава Генчић - Свирајте, свирајте / Пусти ме, мајко (ПГП РТБ)
- 1970. Недељко Билкић / Жика Николић (ПГП РТБ)
- 1970. Недељко Билкић / Душица Билкић (ПГП РТБ)
- 1971. Недељко Билкић и Лепа Лукић - Београдски сабор (ПГП РТБ)
- 1971. Недељко Билкић и Неџад Салковић - Здраво били, крајишници (ПГП РТБ)
- 1971. Последња нада (ПГП РТБ)
- 1972. Пролази живот (ПГП РТБ)
- 1972. Не жали је, друже мој (ПГП РТБ)
- 1972. Севдалинко, пјесмо најмилија (ПГП РТБ)
- 1972. Кад пјевају весели Босанци (Београд диск)
- 1973. Недељко и Душица Билкић - Сузама се опраштам од тебе/Душанка (Југотон)
- 1973. Мој животе (ПГП РТБ)
- 1973. Ђуло, Ђулизаро (ПГП РТБ)
- 1974. Нахоче (ПГП РТБ)
- 1974. Омиле ми село Нахорево (ПГП РТБ)
- 1974. Дозива ме љубав њена (ПГП РТБ)
- 1974. Земљаче, јаране (ПГП РТБ)
- 1975. Жеље су нам исте, друже (ПГП РТБ)
- 1975. Не гледај ме предуго (ПГП РТБ)
- 1975. Ала имаш (ПГП РТБ)
- 1975. Кућа је без тебе празна (ПГП РТБ)
- 1976. Ево браће из сусједног села (ПГП РТБ)
- 1976. Нема мира у љубави нашој (ПГП РТБ)
- 1976. Кад бих мог'о да се подмладим (ПГП РТБ)
- 1977. Душица и Недељко Билкић - Седам година среће (ПГП РТБ)
- 1977. Соко (ПГП РТБ)
- 1978. Душица и Недељко Билкић - Волео сам све што и ти волиш (ПГП РТБ)
- 1978. Одмори се, мајко (ПГП РТБ)
- 1979. Што се тако људи чуде/Отвори прозор, љубави моја (Југотон)
- 1979. Душица и Недељко Билкић - Никад више/Није злато све што сија (Југотон)
- 1980. Да ли неког љубиш/Има места за нас двоје (Београд диск)

### Албуми (ЛП и ЦД)
1972.
- 01. Не питај ме стара мајко 70
- 02. Без љубави све је пусто 67
- 03. Илиџанко ти Босанко 69
- 04. Пет стотина дана 68
- 05. Весели се срце моје 68
- 06. Лесковчанко враголанко 71
- 07. Севдалинко, пјесмо најмилија 72
- 08. Чаша вина лијечи ране 71
- 09. Рођендан је мени 69
- 10. Не жали је друже мој 72
- 11. Седамдесет и два дана 67

1974. Теби, мајко, мисли лете (ПГП РТБ)
- 01. Теби, мајко мисли лете
- 02. Ја млад пијем ноћи
- 03. Аманет ми бабо оставио
- 04. Лијепи ли су Мостарски дућани
- 05. Због љубави изгубљене
- 06. Куда водиш, стазо моја
- 07. Песма Бугојну
- 08. Свиће, свиће
- 09. Пјевај ми болан
- 10. Стани, судбино, стани
- 11. Нежења сам
- 12. Крчма у планини

1975. Весели се срце моје (ПГП РТБ)
- 01. Не питај ме, стара мајко
- 02. Без љубави све је пусто
- 03. Илиџанко, ти Босанко
- 04. Пет стотина дана
- 05. Весели се срце моје
- 06. Лесковчанко, враголанко
- 07. Севдалинко, пјесмо најмилија
- 08. Чаша вина лијечи ране
- 09. Рођендан је мени
- 10. Не жали је, друже мој
- 11. Фатима
- 12. Седамдесет и два дана

1979. Одмори се, мајко  (ПГП РТБ)
- 01. Одмори се мајко
- 02. Лажно писах из печалбе
- 03. Босанци су добри људи
- 04. Хеј, кошуто, изгубљена
- 05. Мујо кује
- 06. Кућа је без тебе празна
- 07. Твој отац и мати нашу љубав бране
- 08. Сам од себе бежим
- 09. Тања
- 10. Пролази живот

1979. Што се тако људи чуде (Југотон)
- 01. Што се тако људи чуде
- 02. Отвори прозор, љубави моја
- 03. Три јаблана, три јарана
- 04. Ти си моја љубав прва
- 05. Са пјесмом ћу умријети
- 06. Муневера
- 07. Овај живот за мене не важи
- 08. Ај, од како је Бања Лука постала
- 09. Под Тузлом се зелени мераја
- 10. Дјевојко моја

1980. Народни мелос Босне и Херцеговине (ZKP RTV Ljubljana)
- 01. Прошетао Мујо млад
- 02. Ај, вино пију два мила јарана
- 03. Ај, од како сам севдах свезо
- 04. Ој дјевојко под брдом
- 05. Ај, има л' јада ко кад акшам пада
- 06. Иде Јово потоком
- 07. Платно бијели сарајка дјевојка
- 08. Мостарски дућани
- 09. Не питај ме стара мајко
- 10. Синоћ дође туђе момче
- 11. Крадем ти се у вечери
- 12. Јел ти жао што се растајемо

1982. Лутао сам дуго  (ПГП РТБ)
- 01. Милион пољубаца
- 02. Двије златне бурме
- 03. Лијепа Миро
- 04. Немој да ме остављаш
- 05. 40 година
- 06. Кад ми дођеш, мајко
- 07. Лутао сам дуго
- 08. Сјећаш ли се Вуче Крајишниче
- 09. Не дирај ме арсузе
- 10. Војничко писмо

1982. Весели Босанци  (ПГП РТБ)
- 01. Босанко, дјевојко, румена јабуко
- 02. Ево браће из сусједног села
- 03. Једно јутро око седам сати
- 04. Кад пјевају весели Босанци
- 05. Ледена ме киша бије
- 06. Мала моја на врх кола стани
- 07. Миле лежи покрај Дрине
- 08. Од мора ето сватова
- 09. Преко поља трапћу кола
- 10. Зелена је ружа процвјетала

1984. На крају дугих лутања (Југодиск)
- 01. Где си мили мој
- 02. Куд се зуриш, још је рано
- 03. На крају дугих лутања
- 04. Најлепша си ти
- 05. Није злато све што сија
- 06. Никад више
- 07. Седам година среће
- 08. Срећан дан
- 09. Волео сам све што и ти волиш

1984. Уморан се враћам (ПГП РТБ)
- 01. Ја цигански волим
- 02. Ко ће свате да дочека
- 03. Звао сам те срећом
- 04. Нама тако мало треба
- 05. Где је теже, ту претеже
- 06. Уморан се враћам
- 07. Кренуо сам ја у свет
- 08. Ћуд је женска смијешна работа

1985. Мост до мога завичаја  (ПГП РТБ)
- 01. Хеј, Биљана
- 02. Лијепа Мара
- 03. Мост до мога завичаја
- 04. Нисам стиг'о ни тамо ни' вамо
- 05. Она је отишла, мајко
- 06. Остај овде
- 07. За родним крајем плачем ја
- 08. Живот ћу теби да дам

1986. Идемо даље (Дискос)
- 01. Где ли је
- 02. Жута проја
- 03. Јаран
- 04. Бела зора
- 05. Идемо даље
- 06. Све субота по субота
- 07. Раздаљина
- 08. Мост до завичаја
- 09. Нема више моје мајке

1988. Лутао сам путевима (Дискос)
- 01. Лутао сам путевима
- 02. На алеји врела Босне
- 03. Шта да вам певам још
- 04. Не брини ти за мене
- 05. Пјевала је Шемса мала
- 06. Носим те у срцу, земљо моја мила
- 07. Ех, што ми је живот
- 08. Нека се вино точи

1990. Станите, године  (ПГП РТБ)
- 01. Идем кући мајко
- 02. Нећу је ко успомену
- 03. Ашиклија
- 04. Станите године
- 05. Жене, жене
- 06. Шта ћу кући
- 07. Скитница
- 08. Хеј ђулбашто

1993. Једна суза у мом вину ћути (Bujak-Inox Production)
1997. Потрошио један живот  (ПГП РТС)
- 01. Потрошио један живот
- 02. Никад не кажем не
- 03. Живот роман пише
- 04. Кажи душо моја
- 05. Не помаже Бог
- 06. Слава
- 07. Само да је видим
- 08. Крчма у планини
- 09. Ја млад пијем ноћи
- 10. Одмори се мајко
- 11. Кућа је без тебе празна
- 12. Твој отац и мати
- 13. Сам од себе бежим
- 14. Тања
- 15. Не питај ме стара мајко
- 16. Пролази живот
- 17. Ти си све што имам

1998. Очи су ми уморне од сна (ЗАМ)
- 01. Лажни другови
- 02. Ранила ме
- 03. Сироче
- 04. Пролази живот
- 05. Да ли је бар теби боље
- 06. Слатки отров
- 07. Америка нема Ловћен
- 08. Очи су ми уморне од сна
- 09. Два зрна грожђа
- 10. Кад уморан будем пао

1999. Срушили су мостове (ЗАМ)
- 01. Срушили су мостове
- 02. Ти си осмех мога јутра
- 03. Лепо ми је
- 04. На седмом небу
- 05. Мој живот пролази
- 06. Отето је проклето
- 07. Кад срце некоме даш
- 08. Кријем да те волим
- 09. Гледам сузу на дну чаше
- 10. Миро Мирјана

2003. Дрино, водо  (ПГП РТС)
- 01. Дрино водо
- 02. Не гледај ме
- 03. Не одлази
- 04. Ноћас једна суза
- 05. Очи су ми уморне од сна
- 06. Моја дјеца
- 07. Хитао је синак мајци
- 08. Бели граде
- 09. Немој, немој драга

### Компилације
1977. Чаша вина лијечи ране - Моје најлепше песме (ПГП РТБ)
- 01. Аманет ми бабо оставио
- 02. Ти си све што имам
- 03. Саша
- 04. Стари парк
- 05. Све се чује
- 06. Крчма у планини
- 07. Лесковчанко враголанко
- 08. Ја млад пијем ноћи
- 09. Чаша вина лијечи ране
- 10. Пјесма Бугојну

1980. Крчма у планини (Београд диск)
- 01. Крчма у планини
- 02. Мислио сам сваки дан
- 03. Вино пију нане
- 04. Пут путује Латиф ага
- 05. У лијепом старом граду Вишеграду
- 06. Да зна зора
- 07. Босанци су добри људи
- 08. Лажно писах из печалбе
- 09. Хеј, кошуто изгубљена
- 10. Која гора, Иво
- 11. Киша пада, трава расте

1995. Мост до мога завичаја (Дискос)
- 01. Мост до мога завичаја
- 02. Пјевала је Шемса мала
- 03. Раздаљина
- 04. Нема више моје мајке
- 05. Све субота, па субота
- 06. Где ли је
- 07. Жута проја
- 08. Јаран
- 09. Бела зора
- 10. Идемо даље
- 11. На алеји врела Босне

2009. The best of - највећи хитови (ПГП РТС, Zmex)

## Фестивали
- 1965. Илиџа - Не питај ме стара мајко, прва награда фестивала
- 1966. Београдски сабор - Што ме љубав, мајко, мори
- 1966. Београдски сабор - Завичају, ах мој мили крају
- 1967. Илиџа - Ситно писмо, прва награда публлике и прва награда фестивала (поделио прву награду фестивала са Заимом Имамовићем)
- 1967. Илиџа - Без љубави све је пусто (алтернација са Сабахудинм Куртом), друга награда публике
- 1967. Београдски сабор - Кликће вила
- 1968. Илиџа - Ти припадаш другоме, прва награда публике
- 1968. Јесен '68 - Кажи душо
- 1968. Београдски сабор - Доћи ћеш некад, прва награда жирија
- 1969. Песма '69 (у склопу фестивала Београдско пролеће) - Весели се срце моје, треће место
- 1969. Илиџа - Илиџанко, Босанко, друга награда стручног жирија
- 1969. Јесен '69 - Свирајте, свирајте
- 1970. Илиџа - Севдалинко, пјесмо наша
- 1970. Београдски сабор - Никада неће бити као пре
- 1971. Београдски сабор - Последња нада
- 1971. Песма лета - Чаша вина лијечи ране
- 1972. Београдски сабор - Зејфула
- 1972. Илиџа - Севдалинко, пјесмо најмилија, прва награда публике
- 1973. Београдски сабор - Ђуло, Ђулизаро, награда за текст и интерпретацију
- 1974. Београдски сабор - Дозива ме љубав њена
- 1974. Илиџа - Омиље ми село Нахорево, прва награда публике и награда за интерпретацију
- 1974. Златни гласови - Земљаче, јаране, победничка песма
- 1975. Београдски сабор - Ала имаш...
- 1975. Југословенски фестивал Париз - Жеље су нам исте, друже, прва награда стручног жирија за интерпретацију (поделио са Лепом Лукић)
- 1975. Хит парада - Не гледај ме предуго
- 1977. Београдски сабор - Соко, прва награда стручног жирија
- 1977. Хит лета - Седам година среће (дует са Душицом Билкић)
- 1978. Хит парада - Волео сам све што и ти волиш (дует са Душицом Билкић)
- 1978. Парада хитова - Одмори се, мајко
- 1982. Хит парада - Милион је пољубаца мало
- 1984. Хит парада - Ја цигански волим
- 1986. Хит парада - Мост до мога завичаја
- 1986. Вогошћа - Ја ћу ипак вољети лудо
- 1987. Вогошћа, Сарајево - Била једном Шемса
- 1987. МЕСАМ - Шемса мала
- 1988. Вогошћа, Сарајево - Имао сам једну љубав
- 1990. Вогошћа, Сарајево - Мјесечино, Босну ми не буди
- 1990. Вогошћа, Сарајево - Колико је Приједор поље / Снијег паде на бехар на воће (Ревијални део фестивала)
- 1995. Моравски бисери - Мој животе једини занате
- 1996. Моравски бисери - Чеках те да дођеш
- 1996. Бања Лука - Покидане везе (Вече народне музике)
- 2008. Илиџа - Илиџанко, Босанко / Не питај ме стара мајко (Вече легенди фестивала)
- 2017. Фестивал "Драгиша Недовић", Крагујевац - Стани, стани, Ибар водо / Славуј пева око Драгачева
- 2019. Фестивал севдалинке ТК, Тузла - Била једном Шемса мала / Крчма у планини (Гост ревијалне вечери фестивала)
- 2019. Илиџа - Дјево, дјево, што ми љубав кратиш (Вече великана народне музике)
- 2019. Сабор народне музике Србије, Београд - Признање "Национални естрадно-музички уметник Србије"
- 2020. Сабор народне музике Србије, Београд - У завичају живјети је слатко, награда Шабан Шаулић за интерпретацију
- 2020. Фестивал севдалинке ТК, Тузла - Крчма у планини (Гост ревијалне вечери фестивала)
- 2024. Фестивал севдалинке, Тузла - Кад уморан будем пао / Дјево, дјево што ми љубав кратиш, гост ревијалне вечери фестивала